# 宮田はるな
宮田 はるな（みやた はるな、1978年2月8日 - ）は、東京都墨田区出身の舞台女優、ダンサー、タレントである。

## 来歴・人物
3人兄妹の2番目（兄と弟がいる）として生まれる。15歳の時にミュージカル『アニー』で初舞台を踏む。その後もダンサーやミュージカル女優として活躍後、芸能事務所イエローキャブに所属。後にイエローハウスに移籍し。森ひろこ、中江ゆきこ（現：中江友紀）と共にアイドルグループmaybeの一員として活動。
事務所の分裂前にユニットを解散した後、中西圭三プロデュースでアーティスト名「HARUNA」としてアルバム『28 -twenty-eight-』を発表。
その後、芳野藤丸プロデュースで『ONE』をリリース。また、女性大型ユニット「SPLENDOR」でも活躍していた。

## リリース作品

### CD
- 28 -twenty eight-（2006年11月15日発売・ヴァーテックス・レコーズ）[1]

### DVD
- SKIN&FACE（2004年6月23日発売、イーネット・フロンティア）